# Fruit Tree
Fruit Tree — бокс-сет английского фолк-музыканта Ника Дрейка, вышедший в 1979 году, в первом издании включавший в себя все три студийные прижизненные альбома Ника — Five Leaves Left, Bryter Layter и Pink Moon.

## Версии
Сейчас уже существует три различных версии альбома «Fruit Tree».

### Выпуск 1979 года
Выпуск 1979 года состоял из трёх LP. Первые две перечислены ниже, а третья была «Pink Moon», трек-лист которой приведён далее плюс 4 последние композиции (выпуска 1986 г.), ставшие затем «Time of No Reply».
Эта версия была выпущена лейблом Island Records.

### Выпуск 1986 года
Выпуск 1986 года был из 4 LP/CD и имеет трек-лист, как показано ниже. Он был выпущен отдельно и в том же году, что альбом «Time of No Reply».
Эта версия была выпущена лейблом Hannibal Records.

### Выпуск 2007 года
Выпуск 2007 года включает в себя три студийных альбома Дрейка (как и первые три альбома выпуска 1986 года), плюс DVD «A Skin Too Few».
Эта версия была выпущена лейблом Island Records.

## Список композиций

### Диск первый:Five Leaves Left
| №   | Название                    | Длительность |
| --- | --------------------------- | ------------ |
| 1.  | «Time Has Told Me»          | 4:27         |
| 2.  | «River Man»                 | 4:21         |
| 3.  | «Three Hours»               | 6:16         |
| 4.  | «Way to Blue»               | 3:05         |
| 5.  | «Day Is Done»               | 2:22         |
| 6.  | «'Cello Song»               | 3:58         |
| 7.  | «The Thoughts of Mary Jane» | 3:12         |
| 8.  | «Man in a Shed»             | 3:49         |
| 9.  | «Fruit Tree»                | 4:42         |
| 10. | «Saturday Sun»              | 4:00         |

### Диск второй:Bryter Layter
| №   | Название                       | Длительность |
| --- | ------------------------------ | ------------ |
| 1.  | «Introduction»                 | 1:33         |
| 2.  | «Hazey Jane II»                | 3:46         |
| 3.  | «At the Chime of a City Clock» | 4:47         |
| 4.  | «One of These Things First»    | 4:52         |
| 5.  | «Hazey Jane I»                 | 4:31         |
| 6.  | «Bryter Layter»                | 3:24         |
| 7.  | «Fly»                          | 3:00         |
| 8.  | «Poor Boy»                     | 6:09         |
| 9.  | «Northern Sky»                 | 3:47         |
| 10. | «Sunday»                       | 3:42         |

### Диск третий:Pink Moon
| №   | Название                | Длительность |
| --- | ----------------------- | ------------ |
| 1.  | «Pink Moon»             | 2:06         |
| 2.  | «Place to Be»           | 2:44         |
| 3.  | «Road»                  | 2:02         |
| 4.  | «Which Will»            | 2:59         |
| 5.  | «Horn»                  | 1:23         |
| 6.  | «Things Behind the Sun» | 3:56         |
| 7.  | «Know»                  | 2:27         |
| 8.  | «Free Ride»             | 3:36         |
| 9.  | «Parasite»              | 3:05         |
| 10. | «Harvest Breed»         | 1:38         |
| 11. | «From the Morning»      | 2:31         |

Примечание: В 3-м LP версии 1979 года этот диск дополнительно включал в себя четыре последних трека с нижеследующего диска.

### Диск четвёртый (1986):Time of No Reply
| №   | Название                           | Длительность |
| --- | ---------------------------------- | ------------ |
| 1.  | «Time of No Reply»                 | 2:47         |
| 2.  | «I Was Made to Love Magic»         | 3:28         |
| 3.  | «Joey»                             | 3:06         |
| 4.  | «Clothes of Sand»                  | 2:32         |
| 5.  | «Man in a Shed» (демо)             | 3:06         |
| 6.  | «Mayfair»                          | 2:33         |
| 7.  | «Fly» (демо)                       | 3:37         |
| 8.  | «The Thoughts of Mary Jane» (демо) | 3:46         |
| 9.  | «Been Smoking Too Long»            | 2:17         |
| 10. | «Strange Meeting II»               | 3:38         |
| 11. | «Rider on the Wheel»               | 2:33         |
| 12. | «Black Eyed Dog» (демо)            | 3:28         |
| 13. | «Hanging on a Star»                | 2:49         |
| 14. | «Voice From the Mountain»          | 2:12         |

### Диск пятый (2007):Skin Too Few(DVD)
| №   | Название                                                       | Длительность |
| --- | -------------------------------------------------------------- | ------------ |
| 1.  | «Skin Too Few (The Days of Nick Drake)» (биографический фильм) |              |
| 2.  | «Introduction»                                                 |              |
| 3.  | «Hazey Jane I»                                                 |              |
| 4.  | «How Wild the Wind Blows»                                      |              |
| 5.  | «River Man»                                                    |              |
| 6.  | «At the Chime of a City Clock»                                 |              |
| 7.  | «Day Is Done»                                                  |              |
| 8.  | «Know»                                                         |              |
| 9.  | «Hanging on a Star»                                            |              |
| 10. | «From the Morning»                                             |              |
| 11. | «Northern Sky»                                                 |              |